# نافذة جاموف
نافذة جاموف أو معامل جاموف (بالإنجليزية:Gamow Factor ) في ميكانيكا الكم
هو معامل يعود إلى العالمين الفيزيائيين جورج جاموف و أرنولد سومرفيلد
,
يُعطي إحتمال إختراق جسيمين نوويين لحاجز كولوم والدخول في تفاعل نووي، مثل إندماج نووي.
طِبقاً للميكانيكا التقليدية فلا توجد وسيلة لتقارب بروتونين (لهما نفس الشحنة الموجبة) وعبور حاجز كولوم لكل منهما، ولكن عندما طبّق جورج جاموف ميكانيكا الكم على تلك المسألة إتضح وجود إحتمال لإندماج بروتونين عن طريق إختراق النفق الكمومي.
ويتزايد إحتمال النفاذية خلال النفق الكمومي كلما زادت الطاقة الحركية للجسيمات، ولكن عند درجة حرارة معينة ينخفض إحتمال إمتلاك جسيم لطاقة عالية إنخفاضا شديدا طبقا لما يصفه توزيع ماكسويل-بولتزمان . وعندما أخذ جورج جاموف تلك المؤثرات في الحسبان إتضح له أن عند أي درجة حرارة يكون الجسيم الذي ينجح في الإندماج النووي له حيِّز ضيق من الطاقة (يعتمد على درجة الحرارة) وسمي ذلك الحيز نافذة جاموف .

## اقرأ أيضا
- جهد يوكاوا
- مقطع تصادم (فيزياء)
- مقطع نيوتروني
- مقطع نووي
- مقطع تشتت
- حيود
- مطال تشتت
- طول التشتت
- نفق ميكانيكا الكم

## وصلة خارجية
- D. Indumathi, OH set: What can you tell from a hole in the ground?